# Bund der politisch Verfolgten
Der Bund der politisch Verfolgten – österreichischer Bundesverband war eine 1946 bis 1948 bestehende  österreichische Dachorganisation der Opfer des NS-Regimes.
Nach der Befreiung im Jahre 1945 gründeten die drei politischen Gründerparteien der zweiten Republik Opferverbände. Diese wurden 1946 in der Dachorganisation Bund der politisch Verfolgten zusammengefasst. Mit dem so genannten Privilegierungsgesetz wurde 1947 der Bund der politisch Verfolgten sogar als alleinige und offizielle Interessenvertretung der NS-Opfer etabliert. Ihr gehörten, unter der Präsidentschaft eines ÖVP-Vertreters, Franz Sobek, Vertreter von ÖVP, SPÖ und KPÖ aber auch Repräsentanten der damals kommunistisch orientierten israelitischen Kultusgemeinde an. Als Generalsekretär fungierte der Sozialist Karl Mark.
Der Bund der politisch Verfolgten wurde allerdings schon am 8. März 1948 im Gefolge der kommunistischen Machtergreifung in der Tschechoslowakei und dem Ausbruch des Kalten Krieges wieder aufgelöst, nachdem vor allem die SPÖ unter Adolf Schärf eine KP-Dominanz im Verband behauptet und auch Sobek persönlich angegriffen hatte. In der Folge wurden die Opferinteressen in der ÖVP von der ÖVP Kameradschaft der politisch Verfolgten, in der SPÖ vom Bund sozialistischer Freiheitskämpfer und Opfer des Faschismus und in der KPÖ vom KZ-Verband (Verband der antifaschistischen österreichischen Konzentrationslager-Schutzhäftlinge) vertreten. Der letztere versuchte allerdings, sich einen überparteilichen Anstrich zu geben.